# Phytodietus maculator
Phytodietus maculator là một loài tò vò trong họ Ichneumonidae.